# Siemens Desiro ML

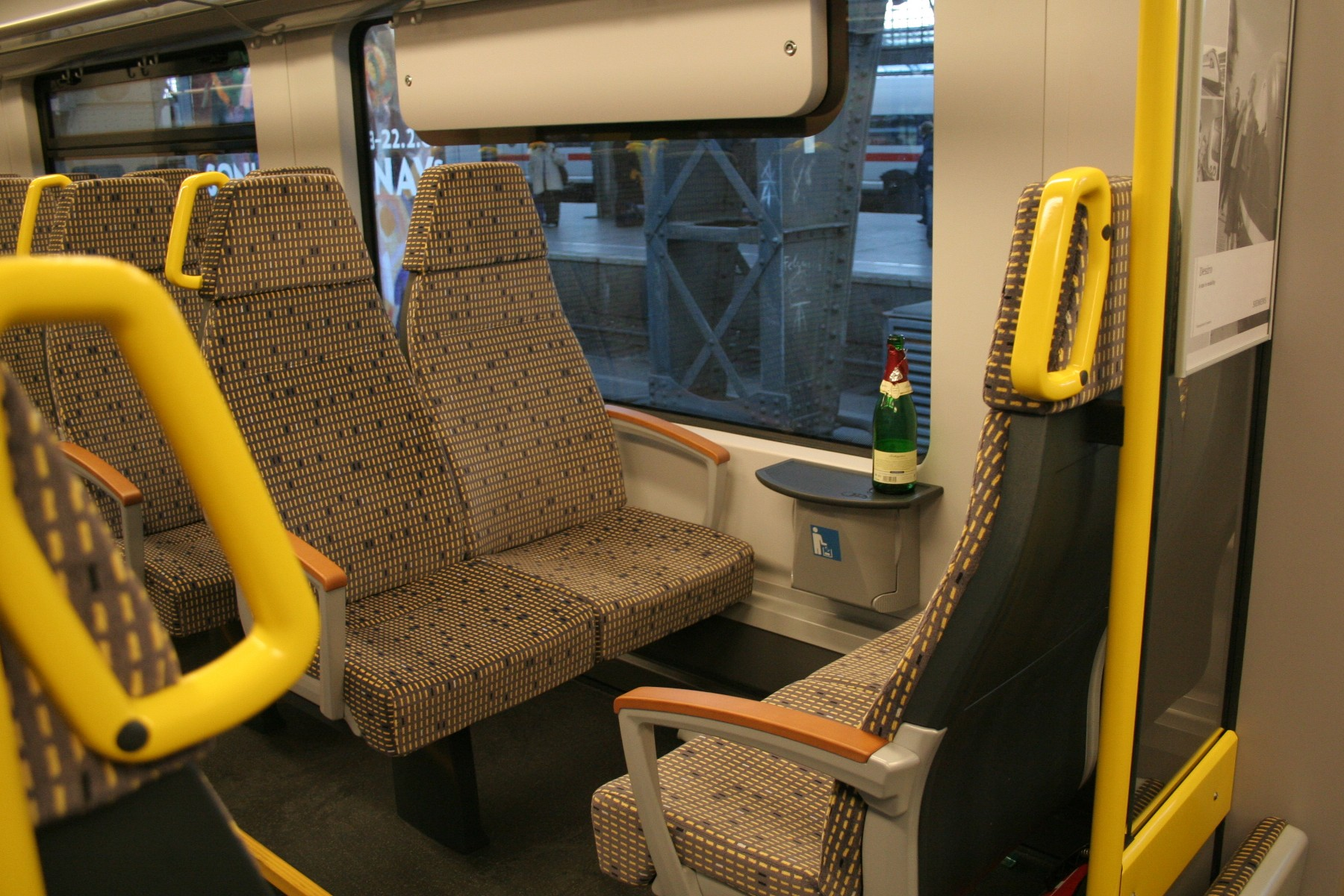
A motorvonat belseje

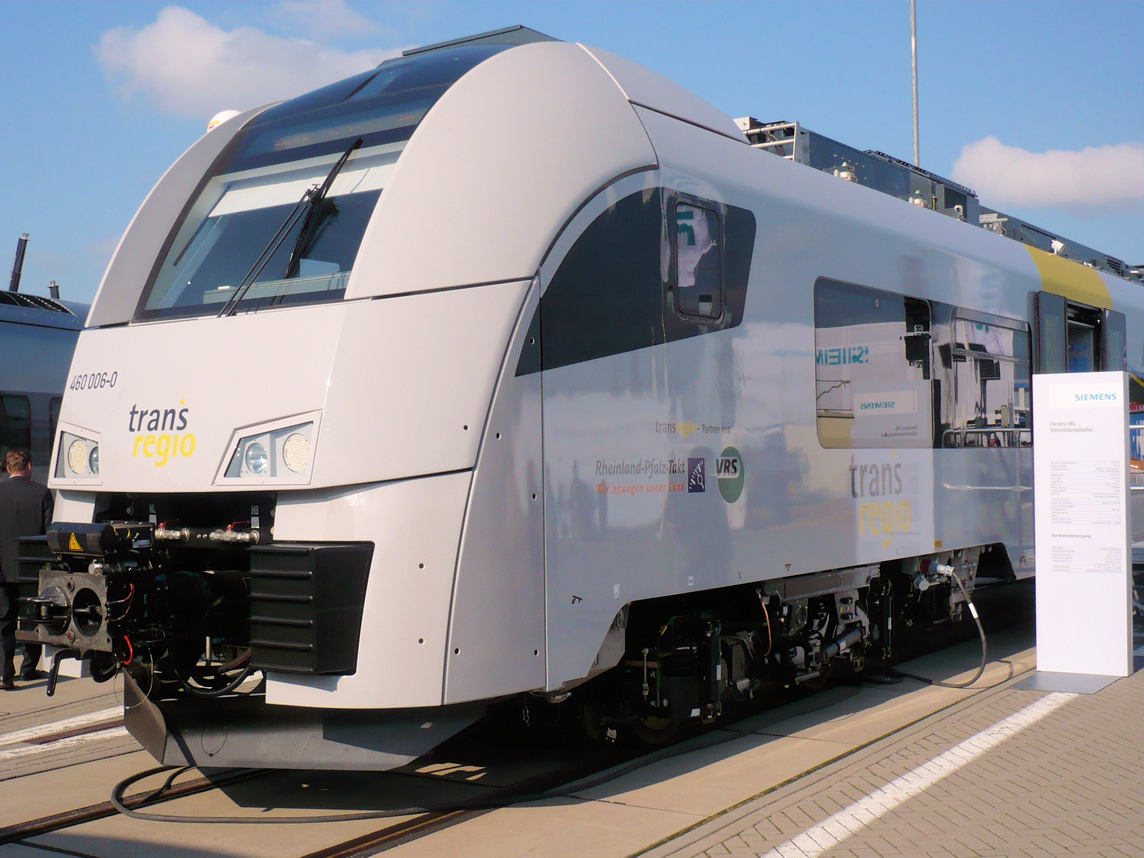
Siemens Desiro ML az InnoTrans kiállításon

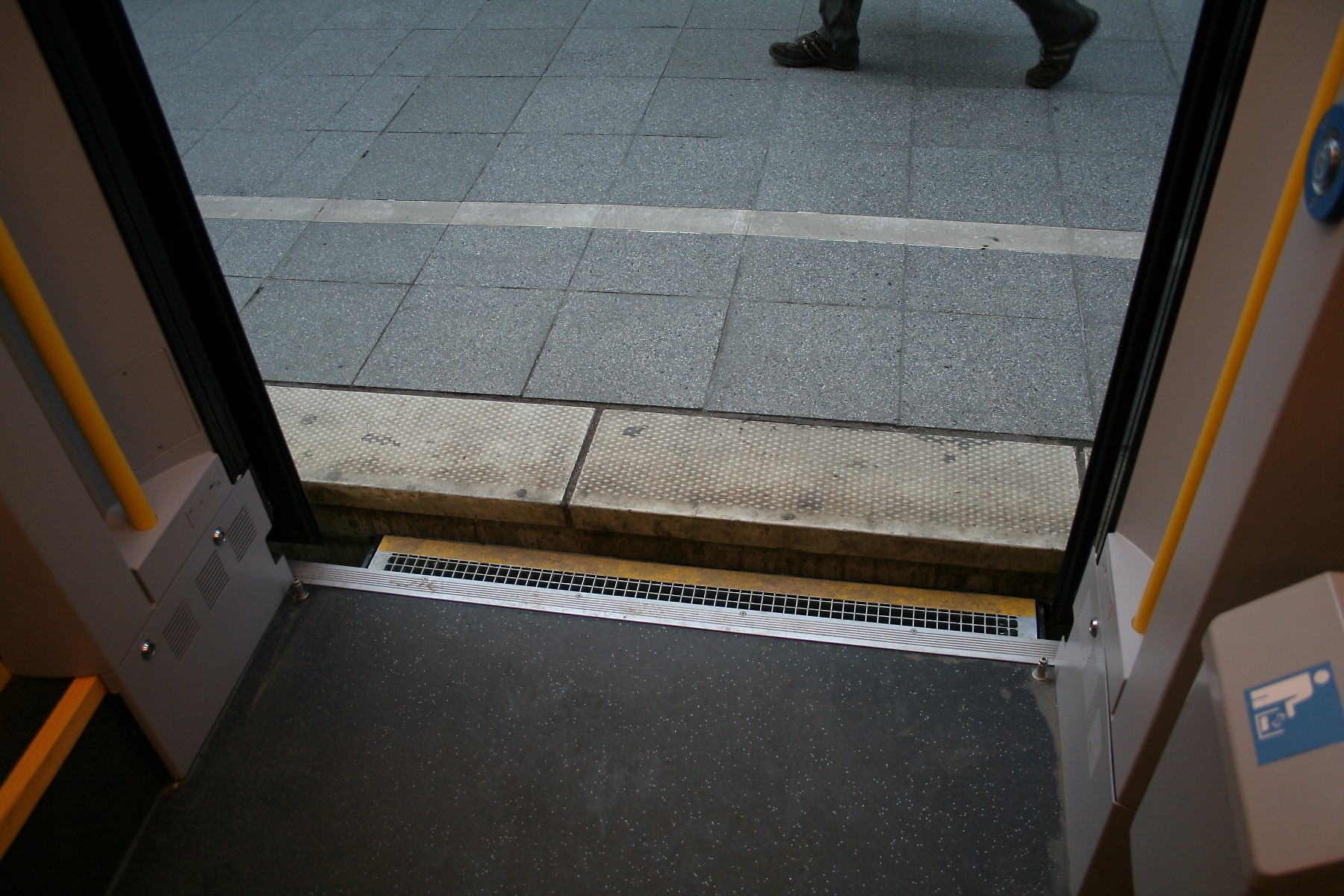
A motorvonat ajtaja

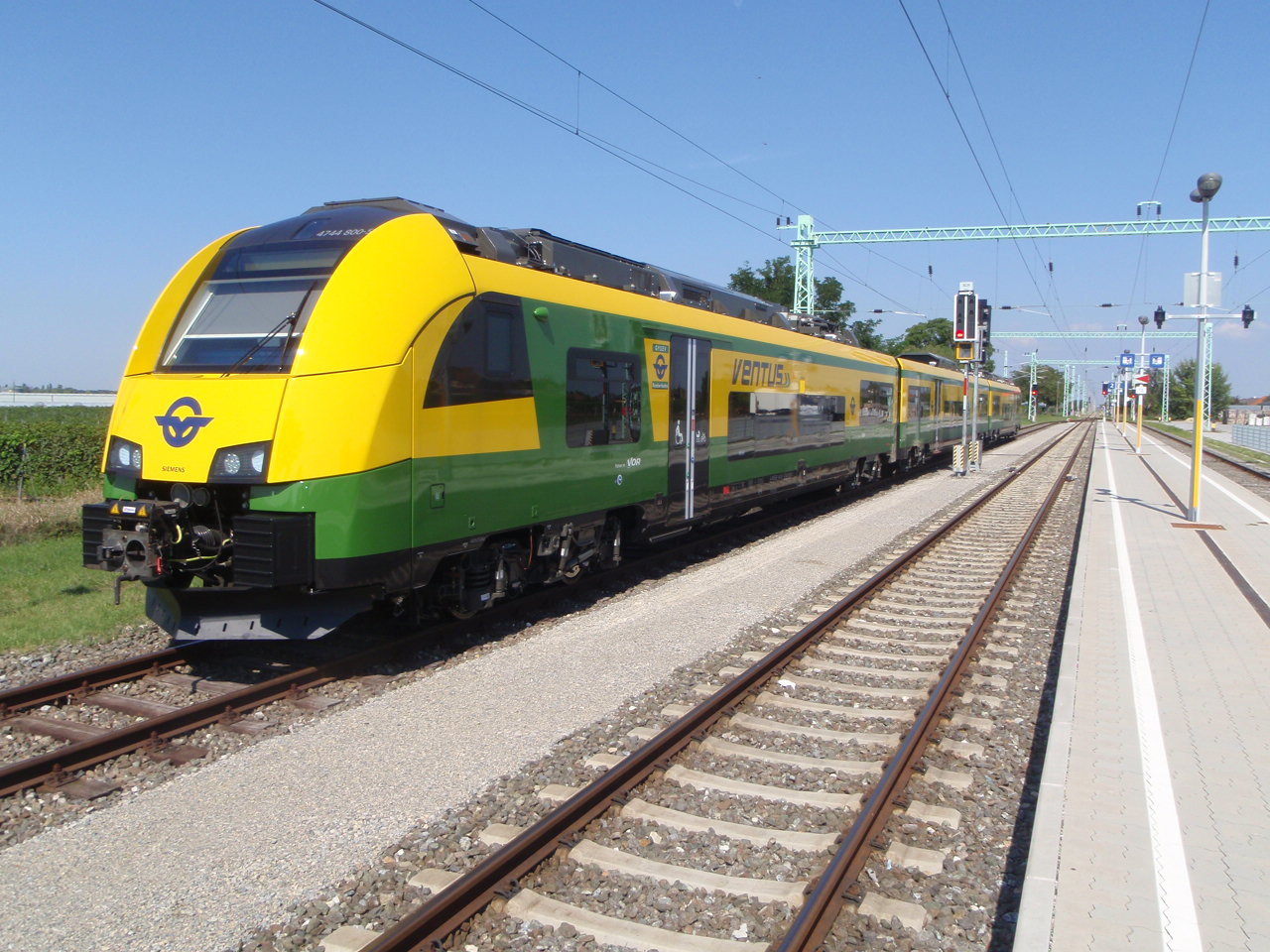
GYSEV 4744 Pomogy állomáson

A Siemens Desiro ML a német Siemens gyár legújabb motorvonat családja. Eddig az SNCB, az ÖBB, a GYSEV és az RZSD rendelt belőle, továbbá Kínába részegységeket szállítanak.
A Desiro ML járműcsalád a gyorsvasúti, helyi és helyközi vasúti közlekedés jelenlegi és várhatóan jövőbeni piaci követelményeit figyelembe véve került kifejlesztésre. A járműcsalád villamos- vagy dízel-villamos motorvonatokból áll, amelyeket nagyfokú rugalmasság jellemez. A kapacitás függvényében lehet a közbenső kocsikat be-, vagy kisorolni, és a változó alkalmazási feltételekhez igazodva módosítható a beszálló terek száma. A 120-400 ülőhelyes belső tér modulos kialakítású, ennek köszönhetően az üzemeltető választhat a számtalan kialakítási lehetőség közül, amelyek a járművek alkalmazása szerint módosíthatók.
A fokozódó városiasodás miatt és a nagyvárosok óriási metropoliszokká válása következtében a vasúti mobilitás jelentősége jövőben mindenütt a világon egyre fokozódik, amennyiben a jármű gyors, költséghatékony, pontos, környezetbarát és biztonságos. Az új járműveknek, mint pl. a regionális közlekedésben alkalmazottaknak meg kell felelniük a velük szemben támasztott követelményeknek.

## Általános követelmények
Az infrastrukturális paramétereken kívül – mint szerkesztési szelvény, nyomtáv és vonatbiztosítási rendszerek –, még az alábbi követelményeknek is meg kell megfelelniük:
- alacsony beszerzési ár,
- átlátható és optimalizált üzemeltetői költségek az energia, a karbantartás és szükség esetén, a pályahasználat terén,
- rugalmas vonat-összeállítás, a kocsik egyszerű be- és kisorolásának köszönhetően,
- nagyfokú gyorsulás és gyors utascsere,
- jól bevált műszaki koncepciók és rendszerek, a nemzetközileg elismert norma szerint,
- megfelelő komfort az utasülések, folyosó szélesség, légkondicionálás, zajkibocsátás szempontjából,
- a felszálló tér, az ülések, a WC-k, akusztikus jelek, utastájékoztatás kialakítása a mozgáskorlátozottak számára megfelelően,
- rugalmas alkalmazkodás a járművek használati ideje közben megváltozott feltételekhez.

Összességében ezek a követelmények átfogó kihívást jelentenek a jármű fejlesztői részére. Különösen a megfelelő beszerzési ár és az üzemi költségek kritériumának a hagyományos módon, tehát fejlesztéssel, konstrukcióval és teljesen egyedi járműmegoldások megvalósításával nem lehet megfelelni. Ezért ajánljuk a modern járműkoncepciót, mint a gazdasági szempontból legvonzóbb, ugyanakkor egyedileg kivitelezhető alternatívákat a szakemberek figyelmébe.

## A járműcsalád koncepciója

### A járműcsalád előnyei
A vasutak fokozódó privatizációjával párhuzamosan, egyre inkább növekszik az utasok azon igénye, hogy a vasúti tömegközlekedés kedvező áru és megbízható legyen. Ez különösen az európai üzemeltetők számára fontos, akik az üzemelés gazdaságosságára az eddigieknél még nagyobb hangsúlyt fektetnek, annál is inkább, mert versenyben állnak egymással. A járműcsalád koncepcióval rendelkező gyártók feladata az ismeretek költséghatékony átadása, a kötöttpályás innovációk hasznosítása céljából. Cél, hogy a modulos felépítésű és ezáltal különböző feladatok megoldására alkalmas járműkoncepciók kialakítására fordított kutatás, fejlesztés és gyártás, eredményeit összegezzük annak érdekében, hogy mindez nagyszámú járműre adaptálható legyen. Ez azt jelenti, hogy egyéni megoldások helyett, amelyek nagyfokú fejlesztési ráfordítást igényelnek, egy alapkivitelű vasúti járművet kínálnak, amely a mindenkori szükségletnek megfelelően számos variáció szerint alakítható.
Ennek előnyei az üzemeltető részére kézenfekvőek:
- a fejlesztési ráfordítások optimalizálása következtében csökken a beszerzési ár.
- A jól bevált műszaki koncepciók és rendszerek nagyfokú megbízhatóságot és alacsonyabb üzemi költségeket eredményeznek.
- A tervezés rugalmasságának köszönhetően utólag figyelembe vehetők az egyéni igények.

A Siemens Desiro ML motorvonata jó példa a hatékony és következetes járműcsalád koncepció kifejlesztésére, amellyel a fentiekben megfogalmazott előnyök kielégíthetők.

### A Desiro ML járműkoncepció
A Siemens több mint 500 db Desiro Classic motorvonattal és különösen az angol piacra tervezett Desiro UK járművel 1996. óta immár két sikeres járműcsaládot hozott létre. A gyártó ezek révén gyűjtött tapasztalatokat a járműcsalád továbbfejlesztéséhez következetesen felhasználva alakította ki a Desiro ML típust, amely megfelel a követelmények széles skálájának: A gyorsvasúti, regionális, és régiók közötti forgalomban alkalmazható, igény szerint villamos (EMU), vagy dízel-elektromos motorvonat (DMU) kivitelben.
Az üzemelés és karbantartás terén nagyfokú rugalmasság biztosítása érdekében a Desiro ML egyedi kocsikból álló szerelvény, hajtott végkocsikkal és hajtás nélküli közbenső kocsikkal. A járműszínben a közbenső kocsik egyszerűen be- és kisorolhatók. Ezáltal a jármű hosszát hozzá lehet igazítani a módosuló kapacitásbeli szükséglethez, pl. növekvő utasszám, más vonalon való közlekedtetés, vagy a menetrend változása esetén. Így kettőtől négy részesig bővíthető a szerelvény, kereken 120-400 ülőhellyel. Szükség esetén hosszabb szerelvény is összeállítható.
A tagolt szerelvénnyel szemben a hosszabb kocsiszekrény, a belső tér rugalmasabb kihasználását teszi lehetővé. A hosszú, elválasztó átjárók nélküli utastér kihasználása optimális és annyi ülés helyezhető el benne, amely – teljes térkihasználás esetén – megközelíti az emeletes kocsikban elhelyezhető ülőhelyek számát.
Az egyedi jármű koncepció további előnye a tagolt szerelvénnyel szemben, a lényegesen kisebb tengelyterhelés: 170 kN. Az üzemeltető számára ez kisebb kerék- és sínkopást jelent, ami lehetőséget ad alacsonyabb pályahasználati díj fizetésére, amennyiben ez a jármű paraméterein alapul. A szerelvény, karbantartás céljából kisebb idő- és költségráfordítással bontható meg és kevés speciális karbantartási infrastruktúra szükséges.
A Desiro ML járműcsalád további fontos tulajdonságai:
- rugalmas belső tér kialakítása a kapacitásbeli követelmények és a komfortfokozat szempontjából,
- változtatható és opciósan utólag módosítható a beszálló ajtók száma,
- nagyfokú utasbiztonság, a jövőbe mutató TSI szerinti konstrukciós elvek alkalmazásának köszönhetően a törőelem és a tűzvédelem szempontjából,
- a mozgáskorlátozottaknak megfelelő és a TSI-PRM szerinti kialakítás,
- 550 mm-es vagy 760 mm-es peronmagasságnak megfelelő beszállási magasság,
- az akadálymentes, rámpa nélküli beszállás az alacsony padlós járműrészen, minden felszálló ajtónál,
- az összes szokványos energiaellátó rendszernek megfelelő kialakítás vagy dízelüzem,
- többes vezérlés négy motorvonatig, villamos és dízel meghajtással egyaránt,
- 160 km/h legnagyobb sebesség,
- a fontos részegységek a tetőn kerültek elhelyezésre, így könnyű a hozzáférés karbantartásnál, emiatt nincs szükség körülményes járműszíni berendezésekre,
- a jármű kialakítása szerződésszerűen infrastruktúrával együtt: szűk ívek a járműszínben, nincs szükség cölöpökre épített vágányokra, az egyes kocsiegységekhez egyszerű emelőbakokat kell csupán használni,
- a tagolt vonattal összehasonlítva kisebb karbantartási ráfordítást igényel, a részegységek számának csökkentése miatt, egyszerűbb a forgóváz kicserélése illetve kisebb a kopás.

## A Desiro ML részegységei és alrendszerei

### Kocsiszekrény

#### Kialakítás és modulos felépítés
A Desiro ML kocsiszekrénye alumíniumba ágyazott préselt szálprofilokból áll. Az üvegszál erősítésű műanyag járműfej külön részegységként került az alumínium alapszerkezetre felhelyezésre. A homlokablak alatti rész és a szoknyák – a javítási költségek behatárolása érdekében – kisebb ütközés esetén könnyen kicserélhetők.
A Desiro ML ma már a TSI törési követelmények 1-4 pontjának megfelelően, illetve a prEN 15227 szabvány szerint került kialakításra. Minthogy megfelel ezen követelményeknek, a jármű ütközése esetén úgy az utasoknak, mint a járművezetőnek lényegesen nagyobb biztonságot nyújt. Ezért a Desiro ML fejrésze törőelem szerkezettel és egy központi elhelyezésű energia elnyelő elemmel van ellátva, amelyek szintúgy cserélhetők. Az ütközőknél egy külön felhelyezett és könnyen cserélhető energia elnyelő törőelem található.
Mivel a kocsiszekrény modulos felépítésű, a fejrész kivételével a közbenső és végkocsik azonos kivitelűek. E miatt a végkocsi az alacsony padlós részen egy ablakosztással rövidebb. Így vált lehetővé a következetes modulos belső kialakítás, ami nagyfokú rugalmasságot tesz lehetővé.
A forgóvázak közötti alacsony padlós rész 600, vagy 800 mm padlómagassággal készülhet, hogy jobban alkalmazkodhasson az infrastrukturális előfeltételekhez, valamint az üzemi alkalmazás során a beszállás optimális lehessen. A kocsik, az alkalmazás körülményeinek megfelelően, oldalanként egy vagy két felszállóajtós kivitelben készülhetnek. Ezen kívül megvan annak a lehetősége, hogy felszálló ajtókat lezárjunk, vagy fordítva, oldalablakkal rendelkező vakajtókat a későbbi használathoz, felszálló ajtónak építsünk át. Így a Desiro ML az élettartama alatt a változó alkalmazási feltételekhez igazítható. A vakajtós részen, a szokványos utastérhez hasonlóan, ülőhelyek alakíthatók ki.

#### Felszálló terek és átjárók
A peron és a jármű közötti rés optimalizálása érdekében a felszálló tereket szilárdan rögzített lépcsőkkel, a peronszintnek megfelelő kimozduló lépcsőkkel, vagy mélyen lévő kimozduló lépcsőkkel lehet felszerelni.
Annak érdekében, hogy mozgáskorlátozott személyek könnyen szállhassanak fel a járműre, a beszálló terek és az alacsony padlós rész lépcsők vagy rámpák nélküli kivitelben készülnek. A peron és a jármű közötti szintkülönbség áthidalása a kerekesszékes többcélú tér beszálló terénél manuálisan elhelyezett rámpával lehetséges.
A felszálló ajtók a gyors utascsere céljából kétszárnyú lengő tolóajtós kivitelben készültek 1300 mm-es ajtónyílással, becsípésvédelemmel, és lehetővé teszik a műszaki alapú indítási eljárás megvalósítását. A rövidre kapcsolt végen, a homlokfalak ügyes kivitelének köszönhetően – annak ellenére, hogy a Desiro ML egyedi kocsikból álló szerelvény koncepció alapján készült – a kocsiátjárók szabad nyílása eléri az 1230 mm-t, ami felülmúlja a vele összehasonlítható személykocsikét. Az utasok részére kényelmes kocsiátjárót építettek ki. A járművön végig lehet látni: ez komfortos térérzékelést biztosít az utasoknak.

### Vezetőállás
A vezetőállás – a középen elhelyezett vezetőpulttal – egyszemélyes járművezetésre van kialakítva, azonban az alapkoncepció kialakításánál figyelembe vették, hogy egyes országokban még előírás a két járművezető jelenléte. A kezelőelemek és a kijelzők, az Európai Járművezetői Asztal munkacsoportban kidolgozott követelmények alapján kerültek kialakításra. Az optimális látási és munkafeltételek elérése érdekében a vezetőállást olyan járművezetői székkel szerelték fel, amelynek állítható a magassága, forgatható és eltolható. Ezen kívül egy felcsapható ülést is beépítettek. A nagy felületű homloküveg kilátás szempontjából megfelel az UIC előírásainak, a járművezető ülő és álló helyzetében egyaránt.
A vezetőfülkét a végkocsi utasterétől egy az aktuális tűzvédelmi előírásoknak megfelelő válaszfal határolja, amely egyúttal magában foglalja az utastérbe vezető, ablakkal rendelkező ajtót is. A megrendelő kérésére a járművégeken külön vezetőállásajtók is elhelyezhetők, amelyek a motorvonat vezető részére lehetővé teszik a kívülről történő közvetlen bejutást a vezetőállásba.
Az utascsere közvetlen figyelemmel kísérését nyitható oldalablakok teszik lehetővé. A járművezetői ülésből ez tükrökkel és videokamerás megfigyelő rendszerrel oldható meg. A vezetőállás hátsó falán oldalt, szekrények kerültek elhelyezésre, a villamos vezérlőberendezések illetve az üzemeléshez szükséges tárgyak, mint pl. a menetrendek, ruhásszekrény és hőtárolós rekesz számára.

### Utastér

#### A tér modulos kialakítása
A Desiro ML belső tere is következetesen modulos kialakítású, hogy a mindenkori üzemeltető sokrétű követelményeinek eleget tehessenek. Emiatt különböző üléselrendezést terveztek, sorüléseket vagy egymással szembefordított üléscsoportokat és választható ülésosztást illetve számos kialakítási változatot, különleges és többcélú tereket, mint pl. standard, vagy mozgássérültek számára kialakított WC, kerékpártároló, menetjegykiadó automata, bisztró berendezés, amelyek az üzemeltető kívánsága szerint beépíthetők, vagy további egyéni megoldások irányába továbbfejleszthetők. Az egyes belső kialakítás-modul tervezésénél ügyeltek arra, hogy nagyrészt azonos modulokból álljon. A mennyezet és a belső oldalfal burkolatoknál standard építőelemeket alkalmaztak, amelyek az alacsony padlós rész ajtóinak számától és a padlómagasságtól függetlenül egyaránt beépíthetők. A jármű egyenes oldalfalának kialakítása volt az előfeltétele annak, hogy megvalósítható legyen a következetes modulos felépítés és az azonos részek filozófiája.
A belső tér kialakításánál nagy súlyt fektettek az attraktív, modern és kellemes, de könnyen tisztítható és karbantartható formatervezésre. Itt is törekedtek a szilárdan meghatározott fő területek mellett a speciális, egyedileg kialakítható modulos rész tervezésére. A felszálló terekben – amelyek az utastértől mindig üveg válaszfalakkal vannak elhatárolva – az utasok részére modulokban kapaszkodó rudak és hulladéktárolók illetve hirdetőfelületek és tájékoztató brossúratartók állnak rendelkezésre. A belső kialakítás során a jegykezelő automaták elhelyezése is elő van készítve.

#### Utasülések
Az ülések a legújabb ergonómiai ismeretek szerint kerültek kialakításra, melynek során figyelembe vettük, hogy hosszú utazás során pihentető, kellemes elhelyezkedést biztosítson. Az ülésrendszer modulos felépítésével különböző elhelyezési változatot tesz lehetővé a jármű alkalmazásától és az igényektől függően. Itt említjük példaként a különböző üléshuzat anyagokat, a felhajtható asztallapokat és a különböző komfortszinteket is.

#### Többcélú tér
Az alapkivitelű Desiro ML jármű végkocsijának alacsony padlós része többcélú térként került kialakításra, amely két tolókocsis helyet és egy WC kabint foglal magába. A többi berendezés az üzemeltető kérésének megfelelően lehet lehajtható ülés, kerékpártartó és egyéb különleges berendezés, mint pl. a jegykiadó automata előszerelése, vagy teljes beépítése. További felszerelési tárgy lehet opciósan az ital, vagy ételautomata is.

#### A WC modul
A Desiro ML alapkivitelben egy WC modullal rendelkezik, amely zárt vákuumrendszerű és mozgássérültek által is használható. Ezen univerzális kivitelű WC tolóajtaja manuálisan működtethető, de alternatívaként villamos vezérlés is beszerelhető. A Desiro ML modulkoncepciója lehetővé teszi egy második, mozgássérült WC modul kialakítását, vagy egy univerzális és mozgássérült standard WC kombinációját is. A tiszta és szennyvíz tartály feltöltése és ürítése az üzemeltető kívánsága szerint csak az egyik, vagy mindkét kocsivégről is történhet.

#### Légkondicionáló berendezések
Az utasterek és a vezetőállások is légkondicionáltak. A célpiac különböző klímaterületei számára olyan légkondicionáló berendezéseket terveztek, amelyek a hűtés, fűtés, szellőzés teljesítmény részeiben különböznek és mechanikus, valamint elektromos szempontból azonosan kapcsolódnak a járműhöz. Az utastéri légkondicionáló berendezés az összes kocsiban azonos felépítésű, így kompakt gyártmány. Minden utastér hűtés üzemben a tetőcsatornán át szellőzik és fűtés üzemmódban a meleg levegő a lábnál kerül kifújásra, ami az utasoknak kellemes és egyenletes szellőzést, valamint hőelosztást biztosít. A légkondicionáló berendezés és a padlócsatornák közti klímacsatornák a belső térben kerültek elhelyezésre, a rugalmasság korlátozása nélkül. A vezetőállások saját, kompakt kivitelű légkondicionálója a járműfej tetőjén került elhelyezésre.

#### Világítás
A világítást a mennyezetben elhelyezett, csillogásmentes kivitelű világítótest-sor biztosítja, amely jól megvilágítja a teljes utasteret, de különösen a felszálló tereket. A biztonságos fel- és leszállás érdekében ezek excentrikus elhelyezésűek. Az alapkivitelben foszforos lámpák szolgálnak fényforrásként. Az üzemeltető kérésére a világítás alternatívaként LED technológiával is megoldható, ami által a világítótestek élettartama lényegesen növelhető. Az első osztályon kívánság szerint olvasólámpák is elhelyezhetők.

### Forgóvázak
A Desiro ML forgóvázai a jól bevált SF 6500 forgóváz családból valók. A futó és a hajtott forgóváz is egységes konstrukciós kivitelben készült, ezért számos azonos részegységből áll, ami különösen a karbantartást igénylő részegységekre vonatkozik, mint pl. a kerékpárok vagy a kerékpár csapágy. A tengelynyomásnak a kerék átmérőre gyakorolt kedvező viszonyának köszönhetően csekély a gördülési érintkező terhelés.
A forgóvázban a kicsi, 2300 mm-es kerékpár távolság és emiatt ívmenetben a kisebb indulási szög együttesen lényegesen csökkenti a kopást a külön kocsikból álló szerelvénnyel összehasonlítva. Ezen kívül a nyolc hajtott kerékpár miatt kismértékben kieső erőzárási igénybevétel pozitívan hat a kerékkopásra illetve a teljesítmény rendelkezésre állására még rossz erőzárási viszonyok esetén is.
A Desiro ML forgóvázai a szekunder oldalon légrugóval vannak ellátva a komfortos utazás céljából. A forgóváz keret H alakú. A kerékpárok monoblokk kivitelűek, amelyek tárcsafékekkel vannak felszerelve. Szükség esetén ezen kívül elektromágneses sínfékek is felszerelhetők.

### Fékberendezés
A Desiro ML közvetlen vezérlésű, elektro-pneumatikus légfékkel és súlytól függő féknyomás szabályzóval van felszerelve. Meghibásodás és elvontatás esetére van egy közvetett vezérlés az átmenő főlégvezetéken keresztül. A főlégvezeték és a főlégtartályvezeték többes vezérlés esetén automatikusan csatlakozik a központi vonó- és ütközőkészüléken keresztül a járműfejhez. A villamos motorvonatok fékezéskor a meglévő vontatóberendezést a légfékkel szemben regeneratív fékrendszerként használják oly módon, hogy az energiát elsődlegesen visszatáplálják a hálózatba. Kerékpáronként minden kerékpárhoz tartozik egy villamos csúszásvédelem. Továbbá a rugóerő tárolós fékek rögzítőfékként is működnek, illetve szükség szerint elektromágneses sínfék is beszerelhető. A sűrített levegős berendezés egy olajmentes légsűrítőből és egy utána kapcsolt légszárító berendezésből áll, amely a fékberendezés vezérlő aggregátorával együtt jól hozzáférhetően és könnyen cserélhető modulokként a végkocsi padló alatti részén került elhelyezésre.

### A villamos motorvonat energiaellátása és vontató berendezése

#### A villamos Desiro ML teljes berendezése
Az energiaellátó és vontató berendezés a végkocsiba került beépítésre. A végkocsi mind a négy kerékpárja hajtott, ezáltal kicsi a tapadási érték kihasználása és még kedvezőtlen időjárási viszonyok között is nagy indulási gyorsulás érhető el.
A villamos Desiro ML koncepciójának kidolgozásakor 15 kV 16,7 Hz és 25 kV 50 Hz váltakozó áramot illetve 3 kV és 1,5 kV egyenáramot vettek figyelembe.
A magasfeszültségű berendezés egy áramszedőből, két főkapcsolóból illetve a felsővezetéki feszültséghez és áramhoz tartozó védő és mérőberendezésből áll, amely a végkocsi tetőjén található és a magasfeszültségű tetővezetékeken keresztül ellátja a két vontató berendezést ebben és a 2. végkocsiban. A váltóáramú változatnál ezek egy főtranszformátorból a vontató és fedélzeti hálózati transzformátorból a forgóvázakban a hajtásból illetve a vontató részegységek hűtőberendezéséből állnak. Az egyenáramú üzemre tervezett járműváltozatban hálózati szűrő is van. A fékellenállásokon keresztül a hálózattól független generátoros fékezéskor az energia levezetésre kerül. A hajtás kivételével az összes energiaellátó és vontatási berendezés a végkocsi tetőn helyezkedik el.

#### Főtranszformátor
Az egyfázisú váltakozó áramú főtranszformátor szekunder oldalon két vontatótekerccsel illetve egy segédüzemű tekerccsel rendelkezik. A vontatóáram transzformátor szívóköri fojtása a transzformátorházban található. Hűtőközegként olaj vagy észter szolgál. A főtranszformátor éppúgy, mint az összes készülékház a rezgés és zajkibocsátás csökkentése céljából rugalmas rögzítésű.

#### A vontatási áramátalakító
A vontatási áramátalakító táplálja a végkocsi négy vontatómotorját. A váltakozó áramú járműváltozat két darab négykörnegyedes átalakítóból és egy inverterből áll. Teljesítménye a keréknél 1000 kW, hajtás és fékezés közben egyaránt. Kérésre legfeljebb 1300 kW-os teljesítmény is beépíthető. A vontatási áram egyenirányító teljesítményi félvezetője kipróbált szigetelt-bipoláris tranzisztoros részegység és a hozzátartozó konténerben a köztesköri kondenzátorokkal, szívóköri kondenzátorokkal, frekvenciaváltókkal és a vezérlő elektronika elemeivel együtt kerültek beépítésre.

#### Hajtás
Vontatómotorként egy vízhűtéses háromfázisú aszinkronmotor szolgál, mint amilyenek a Desiro járműcsalád többi járművében is találhatók. Az erőátvitel a tengelyes kétfokozatú homlokkerékhajtóműre, amely egy nyomatéktámmal kapcsolódik a forgóváz kerethez, egy íves fogaskuplungot táplál.

#### A fedélzeti hálózat áramellátása
A szigetelt-bipoláris tranzisztoros technológiával készült modern hálózati fedélzeti átalakító végkocsinként 400 V 50 Hz háromfázisú váltakozó áramot szállít a fedélzeti hálózat gyűjtősínébe, ami a segédüzemi berendezéseket, mint a hűtő, ventilátor, kompresszorok és szivattyúk illetve a klímaberendezéseket táplálja. Egy fedélzeti hálózati átalakító meghibásodása esetén a járművezérlésen keresztül beavatkozik az energiavezérlés, amely elsődlegesen a vontatási segédüzemet látja el. A vontatási folyamatban ezáltal a veszteség minimálisra csökken. Minden fedélzeti átalakító tartalmaz egy akkumulátortöltőt is, melynek kimeneti teljesítménye 14 kW-ig terjed, amely a karbantartást nem igénylő ólom-gél akkumulátorokat táplálja a végkocsiban, valamint az egész szerelvényre kiterjedő 110 V-os hálózatot is táplálja.
Ezenkívül az összes elektromos vezérlő berendezést illetve a szokványos járművezérlést is ellátja. A felsővezetéki áram kimaradása esetén beavatkozik egy időben késleltetett 110 V-os fogyasztókat lekapcsoló berendezés. A vészvilágítás az EN 13272 szabvány szerint biztosított és így elkerülhető az akkumulátorok idő előtti túlzott lemerülése. Mindegyik fedélzeti átalakítónál fennáll a háromfázisú váltakozó áramú 400 V-os hálózatból történő külső betáplálás lehetősége és így a járműszínben a segédüzemi berendezések, valamint az akkumulátor feltölthető.

#### A vontatómotor hűtőberendezése
A vontatási részegységek hűtését a központi vontatási hűtőberendezés végzi, amely egy visszahűtőt foglal magába a fő transzformátor olajköréhez, egyet a vontatási áraminverterhez és egyet a vontatómotorokhoz. A vízhűtőkör hője felhasználható az utastér fűtéséhez és ezáltal a jármű energiaszükséglete tovább csökkenthető.

### Energiaellátás és vontató berendezés a dízel motorvonatoknál

#### A teljes berendezés a dízel-elektromos Desiro ML járműnél
A Desiro ML dízel-elektromos vontatómotoros kivitelben is szállítható. A dízel-elektromos hajtást választották annak érdekében, hogy koncepció szempontjából és a felhasznált részegységek vonatkozásában is lehetőség szerint minél több részegység azonos legyen a villamos Desiro ML-lel. Ez az üzemeltető részére a kipróbált és megbízható alkatrészek alkalmazásán kívül még azzal az előnnyel is jár, hogy a számos azonos alkatrész és munkafolyamat miatt csökken a karbantartási költség.
Ezen kívül a dízel-elektromos hajtásnak sokkal nagyobb a hatásfoka, a hagyományos dízel-hidraulikus, vagy dízel-mechanikus hajtással szemben.
Minden dízel meghajtó egység egy kereken 400 kW teljesítményű dízelmotorból, egy folyamatos gerjesztésű szinkron generátorból és a dízel hűtő berendezésből áll. Minden egyes kocsi – függetlenül attól, hogy végkocsiról vagy közbenső kocsiról van-e szó – felszerelhető dízel meghajtó egységgel. A dízelmotor megfelel a 2004/26/ EC 3a fokozatú kipufogógáz előírásnak és már most opcionálisan átépíthető a 3b fokozatnak megfelelően. Ezen kívül a tervezésnél a 4-es fokozatra való áttérést is figyelembe vettük.

#### Energiatároló
A tisztán dízel-elektromos hajtási koncepció alternatívájaként a dízelaggregátorokon kívül energiatárolók is beépíthetők, amelyek duplarétegű kondenzátorokból állnak és modulos felépítésűek. Egy háromrészes dízelelektromos Desiro ML vontatási teljesítményét a keréknél például 950 kW-ról rövid idő alatt 1300 kWra lehet növelni. Az energiatároló nélküli dízel-elektromos hajtással összehasonlítva, az üzemanyag fogyasztás a vezetési stílustól függően 30%-kal is csökkenthető. Ezen kívül az energiatároló további előnyei, hogy a szerelvény zajmentesen járhat ki a pályaudvarról, csökken az üzemanyag felhasználás és a károsanyag kibocsátása mint CO2 és NOx, tolatáskor a gyorsulás növelése és a menetidő lerövidítése céljából, illetve szakaszonként károsanyag kibocsátás nélküli üzem, pl. pályaudvarokon.

### Vezérlés és üzemi vezérléstechnika
A Desiro ML vezérlése a jól bevált Sibas®32 technológia részegységeiből áll és a járműbuszon keresztül kommunikál a decentralizált periférikus berendezésekkel, mint pl. a fékvezérlővel, és az ajtóvezérlésekkel. Többes vezérlésnél a járműbusz helyreállítja a kommunikációt az egyes járműrészek között. Ezen kívül a szokványos járművezérlő vezetékek, pl. az ajtóvezérléshez növeli a rendszer biztonságosságát. A Desiro ML fejlesztésénél a jármű berendezéseit különböző üzemi vezérléstechnikai rendszerekkel vették figyelembe. Ez különösen az elektronikának a belső térbe való beépíthetőségét érinti, illetve a padló alatti antennákat és a forgóváz területét.

### Kommunikáció és felügyelet
A Desiro ML utastájékoztató rendszere vizuális és akusztikus alrendszerekből áll. Így pl. a homlokoldali, oldalsó és belső kijelzőkön kívül – amelyek a jármű menetét és a megállókat jelzik – akusztikus jelzések is rendelkezésre állnak, amelyek bemondással vagy automatikusan alkalmazhatók.
A belső térben lévő kijelzők és a jármű külső oldalán található kijelzők száma illetve a megjelenítendő szöveg az üzemeltető igényei szerint módosítható. Automatikus megálló bemondás és egyéb bemondás is lehetséges. Ezen kívül a jármű elő van készítve útinformációs rendszer felszerelésére is. A belső tér felügyeletére minden kocsiban videokamerás megfigyelő rendszer működik négy kamerával.
Ezenkívül a Desiro ML jármű felszerelhető utasszámláló rendszerrel is éppúgy, mint egy telematikus rendszerrel, amely lehetővé teszi az online vonatadatok és információk átvitelét egy állomási üzemközpontba, ahol kiértékelhetők.

## Környezetre gyakorolt hatás
A Desiro ML fejlesztése során messzemenőkig figyelembe vették a környezeti elvárásoknak való megfelelést.
Erre vonatkozóan a legfontosabb aspektusok az alábbiak:
- A felhasznált anyagok kiválasztásánál az ökológiai szempontok figyelembe vétele;
- Környezetbarát gyártási eljárások, mint pl. vízbázisú festékek alkalmazása;
- A hajtásegység magas hatékonysági foka;
- Elektro-dinamikus regeneratív fék, energia-visszatáplálással;
- A hajtásrendszerben felszabaduló hő hasznosítása az utastér fűtéséhez;
- Üzem közben csekély károsanyag kibocsátás, pl. olajmentes kompresszor alkalmazásával;
- Üzem közben és a jármű leállításakor intelligens energia-felhasználás és motorműködtetés a dízel Desiro ML-nél;
- A dízel hajtású jármű motorjai megfelelnek a 2004/26/EC 3a fokozatú szabványnak, opcionálisan a 3b követelmények is teljesíthetők illetve elő vannak készítve a 4-es fokozatra is;
- Az ÁME zaj előírások teljesítése.

Olyan környezetbarát anyagokat alkalmaztak, amelyek a gyártás, az üzemelés és a leselejtezés során a környezetet csupán kis mértékben terhelik.

## Piaci sikerek
Az Angel Trains, a legnagyobb európai vasúti járműbérlők egyike, a Siemens Transportation Systemmel keretszerződést kötött villamos Desiro ML motorvonatok beszerzésére. Az első 16 motorvonatot 2007. márciusban rendelték meg és a Német Regionális Vasutaknak kerültek bérbeadásra, amely cég a Közép-Rajnai vasutakkal 2007. januárban egy 15 éves futamidőre közlekedési szerződést kötött. Az első Desiro ML járművek 2008. decembertől a téli menetrendben közlekednek Köln és Koblenz, valamint Koblenz és Mainz között, személyforgalomban.
Az említett Angel Trains keretszerződésen belül megállapodás született opcionálisan 48 db járműről, amelyet a brit lízingadó cég szükség esetén lehívhat. A vonatokat a Siemens AG krefeldi üzemében gyártották.
2008 májusában a belga vasút, Société Nationale des Chemins de Fer Belges/ Nationale Maatschappij der Belgische Spoorwegen (SNCB/NMBS) nagyszámú háromrészes Desiro ML villamos motorvonatot rendelt a Siemens AG-től. A döntés hátterében a típuscsalád egyedi kocsi koncepciója állt.
Az SNCB/NMBS által megrendelt, és 2011–2016 években szállítandó 305 db szerelvény közül 210 db egyáramnemű (3 kV egyenáram) és 95 db kétáramnemű (3 kV egyenáram/ 25 kV egyfázisú váltakozóáram) lesz. A belga szerelvények gyártása folyamatban van.
A megrendelő ÖBB igazgatóságának nevében Werner Kovarik kijelentette, hogy a Siemens objektív tender-eljárás keretében nyerte el a megbízatást. A döntő szempont egyrészt a megajánlott Desiro ML kitűnő ár/teljesítmény-mutatója volt, másrészt az, hogy a típus teljességgel megfelel a németországi Werdenfels vasúti hálózatban való közlekedés feltételeinek, aminek jogáért az ÖBB ezzel a típussal pályázott. A Desiro ML úgymond „több mint kielégíti az ügyfelek igényeit sebesség és kényelem tekintetében“.
Oroszország a Siemens számára szintén stratégiai fontosságú piac. Az Orosz Vasút (RZSD) megrendelésére szállítás alatt álló Desiro ML villamos motorvonatok egy hosszútávú, jövőbemutató kapcsolatrendszert szimbolizálnak.

## Üzemeltetők

### Ausztria
A Siemens és az ÖBB megállapodásának tárgya legfeljebb 200 regionális motorvonat szerelvény szállítása 2010 és 2015 között. A Desiro ML típusú motorvonatokat ebben az időszakban a szükségletnek megfelelően hívhatja le az ÖBB a keret-kontingensből. A keret megállapodás a megrendelt vonatok karbantartására szóló opciót is tartalmaz. Minden szállítás és szolgáltatás igénybevétele esetén a szerződés teljes értéke kereken egymilliárd euró. A szerelvényeket a Siemens bécsi vagy krefeldi üzemében fogják gyártani. Az ÖBB-nek módja van a megállapodást 2015-ön túlra is meghosszabbítani. Ez az egyik legnagyobb, villamos meghajtású regionális vonatokra szóló megrendelés Európában. Az ÖBB-nek szánt Desiro vonatok 160 km/ó csúcssebességet érhetnek el, és Ausztriában valamint Németországban fognak közlekedni. Legutóbb az SNCB rendelt ebből a típusból; szám szerint 300 darabot. A Desiro ML motorvonatok rugalmas és megbízható járművek, amelyek a kocsik ún. self-contained koncepciójának köszönhetően egyedi igények szerint és gyorsan adaptálhatók a mindenkori utasszámhoz, azaz hosszabb-rövidebb szerelvényekké állíthatók össze, illetve azok részekre szedhetők szét. A vonatok a tökéletesített meghajtás révén, amelynek energiafogyasztása ez előd-modellekhez képest is tovább csökkent, különösen környezetbarátak. A kocsik designja is környezet-kompatibilis anyagokat vett alapul, például a festés és a belső berendezés tekintetében. Az ÖBB a Desiro ML alapjárműként a három-kocsis szerelvényt specifikálta, amely másodosztályon 217 ülőhellyel rendelkezik. Ennek számos felszereltségbeni változata van, miáltal a városi (S-Bahn) és regionális forgalom legkülönbözőbb üzemi követelményei is kielégíthetők.
A Győr–Sopron–Ebenfurti Vasút 2014-ben 5 db motorvonatra szerződött 32 millió euró értékben, amelyek 2016. szeptember 4-től már a Bécs-Sopronkeresztúr(Deutschkreutz), Bécs-Pomogy(Pamhagen) szakaszon, majd decembertől a Vulkapordány(Wulkaprodersdorf)-Nezsider(Neusiedl) szakaszokon teljesítenek szolgálatot.

### Kína
A Siemens Mobility divíziója hajtástechnikai berendezéseket és vonatvezérlő rendszereket szállít Kína regionális vasútjai számára. Ezen kívül a járművek egy részéhez a forgóvázakat is szállítja, a többit pedig a Siemens licence alapján helyi vállalat fogja gyártani. A keretszerződést a Nanjing SR Puzhen Rail Transport Co., Ltd. Kínai vasútijármű-gyártóval kötötték meg. A szállítandó komponensek a Siemens Desiro regionális/ elővárosi jármű-platform részei. A keretszerződéshez kapcsolódó első konkrét megrendelés szerint 32 darab hatrészes motorvonatot szerelnek fel a Guangdong Southeast Intercity Transportation Co., Ltd. vasúttársaság, mint végfelhasználó számára. Kína Guangdong (Kuangtung) tartományában – fővárosa Guangzhou (Kuangcsou, Kanton), a Gyöngy folyó deltája körül vasúti hálózatot építenek ki, amely 2020-ra kb. 2000 kilométernyi vonalat foglal majd magában. Ebben a hálózatban villamos motorvonatok fognak közlekedni, melyeket a Puzhen (Pucsen) vállalat épít meg. Az első megrendelt kontingensbe 22 darab 140 km/h, és 10 darab 200 km/h csúcssebességű, 6-6 tagú EMU szerelvény komponensei kerülnek. A hajtást és a vonatvezérlést a Desiro platform ML modelljéből veszik át, a forgóvázak pedig megegyeznek a Desiro platformhoz használtakkal. Ez utóbbiak a helyi gyártás megteremtésének is része. A vonatok 25 kV-os váltófeszültség alatt közlekednek; a szállítások 2011-2012-ben aktuálisak. Az ún. temporarily coupled train konstrukciós koncepció alapján rugalmasan alkalmazható különféle piaci követelményekhez.

### Oroszország
Az oroszországi vasúttársaság RZSD 54 darab Desiro ML típusú regionális villamos motorvonatot rendelt a 2014-ben Szocsiban megrendezendő téli olimpiai játékokhoz. A megrendelés értéke 580 millió euró. A megrendelt kontingens fix részét, az első 38 szerelvényt teljesen a Siemens krefeldi járműgyárában fogják gyártani. A további 16 darabra aláírt előszerződés szerint ezeket részben már Oroszországban fogják megépíteni. A Desiro szerződés aláírására néhány nappal azt megelőzően került sor, hogy az ugyancsak Siemens gyártotta Velaro RUS nagysebességű vonatot december 17-én beállították a menetrendszerű forgalomba Moszkva és Szentpétervár között. Szocsiban a 2014. évi téli olimpiai játékok helyszíneként a repülőtér, az olimpiai park és a sportlétesítmények között vasúti összeköttetéseket építettek ki. A 160 km/h maximális sebességre képes, regionális forgalomra tervezett Desiro vonatokat 2013 őszén kerültek üzembe.